# No Fear Downhill Mountain Biking
No Fear Downhill Mountain Biking est un jeu vidéo de mountain bike sorti en 1999 sur PlayStation. Le jeu a été développé par Unique Development Studios et édité par Codemasters.

## Système de jeu
Classé parmi les sports extrêmes, le mountain bike consiste à dévaler des pistes de montagne à vélo sur les circuits du monde entier. Le jeu s'est d'ailleurs inspiré des lieux réels tels de San Francisco's Telegraph Hill ou le New Zealand's Matukituki Rapids.
Le jeu propose 8 coureurs et plusieurs améliorations pour les vélos de descente.

## Accueil
- IGN : 5,5/10 (PS1)[2]
- Jeuxvideo.com : 17/20 (PS1)[3]